# Свідки з давніх часів
Свідки з давніх часів (хорв. Priče iz davnine) — це збірка оповідань, написана відомою хорватською дитячою письменницею Іваною Брлич-Мажураніч, опублікована 1916 року в Загребі у видавництві « Matica hrvatska».

## Історія створення
Збірка вважається шедевром, і в ній представлена низка щойно написаних казок за мотивами, взятими з давньослов'янської міфології дохристиянської Хорватії. 
Свідки з давніх часів розглядають як один із найбільш типових прикладів стилю письма авторки, літературні критики порівнюють з Гансом Крістіаном Андерсеном та Дж. Р. Р. Толкіном завдяки тому, що вони поєднують оригінальні фантастичні сюжети з народною міфологією. 
Збірка була перекладена англійською мовою Ф. С. Коуплендом і вперше опублікована у Нью-Йорку в 1922 р. Фредеріком А. Стоукс Ко. та в 1924 р. У Лондоні видавництвом « Джордж Аллен і Унвін» тією ж компанією, яка спочатку опублікував «Хоббіт» Дж. Р. Р. Толкіна в 1937 р. та трилогію "Володар кілець " у 1954–55. В англомовних виданнях представлені ілюстрації хорватського ілюстратора Володимира Кіріна.

## Огляд
Оригінальне хорватське видання, опубліковане в 1916 році, складалося з шести історій. Пізніше було додано дві додаткові історії, які вперше були опубліковані в хорватському виданні 1926 року. Англійський переклад був опублікований ще до написання двох останніх історій, у них було лише шість оригінальних казок.
У період між 2002 і 2006 роками вісім історій збірки були адаптовані до серії флеш-анімаційних мультфільмів та інтерактивних ігор, створених міжнародною командою аніматорів з восьми країн під керівництвом Гелени Буладжі. Проект отримав численні нагороди на різних фестивалях нових медіа та анімації. Мультфільми були виготовлені хорватською, англійською та німецькою мовами, опубліковані у форматі CD-ROM і доступні для перегляду в Інтернеті.

## Список перекладів
| Мову        | Рік      | Перекладач                | Назва (місцезнаходження)                                       |
| Англійська  | 1922 рік | Ф. С. Коупленд            | Хорватські казки давно (Нью-Йорк)                              |
| Англійська  | 1924 рік | Ф. С. Коупленд            | Хорватські казки давно (Лондон)                                |
| Шведська    | 1928 рік |                           | Lavendel och Rosmarin (Стокгольм)                              |
| Чеська      | 1928 рік | Ян Гудец                  | Pohádky z dávných dob (Прага)                                  |
| Датська     | 1929 рік |                           | Лавандель ог Росмарін (Копенгаген)                             |
| російський  | 1930 рік |                           | Skazki davnjago vremeni (Загреб) </br> (Рассказы из древности) |
| Німецька    | 1931 рік |                           | Aus Urväterzeiten (Загреб)                                     |
| Німецька    | 1933 рік |                           | Aus Urväterzeiten (Зальцбург)                                  |
| Словацька   | 1931 рік |                           | Повести з прадавни                                             |
| Словенська  | 1950 рік |                           | Zgodbine iz davnine (Загреб)                                   |
| Словенська  | 1955 рік |                           | Pripovedke iz davnine (Любляна)                                |
| Словенська  | 1962 рік |                           | Zgodbe iz davnine (Загреб)                                     |
| Македонська | 1956 рік |                           | Показані від старого часу (Скоп'є)                             |
| Македонська | 1957 рік |                           | Pripovedke iz davnine (Торонто)                                |
| Італійська  | 1957 рік | Франхо Трогранчич         | Racconti e leggende della Croazia (Torino)                     |
| Албанська   | 1957 рік |                           | Tregime te lashtesis (Priština)                                |
| Угорська    | 1965 рік |                           | Rég mült idök meséi (Новий Сад)                                |
| Український | 1965 рік |                           | Kazky z davnyny (Київ)                                         |
| Латиська    | 2010 рік |                           | Horvātu stāsti no senatnes (Рига)                              |
| Литовський  | 1975 рік | Лорета Василь- Мазуроніте | Chorvatų sakmės (Вільнюс)                                      |
| Японська    | 2010 рік | Шигео Куріхара            | Мукашимукаші но мукаші кара (Кіото) </br> (яп. 昔々の昔から)   |